# South Pekin
South Pekin is een plaats (village) in de Amerikaanse staat Illinois, en valt bestuurlijk gezien onder Tazewell County.

## Demografie
Bij de volkstelling in 2000 werd het aantal inwoners vastgesteld op 1162. In 2006 is het aantal inwoners door het United States Census Bureau geschat op 1208, een stijging van 46 (4,0%).

## Geografie
Volgens het United States Census Bureau beslaat de plaats een oppervlakte van 1,1 km², geheel bestaande uit land. South Pekin ligt op ongeveer 157 m boven zeeniveau.

## Plaatsen in de nabije omgeving
De onderstaande figuur toont nabijgelegen plaatsen in een straal van 16 km rond South Pekin.